# 高桥镇 (新宁县)
高桥镇，是中华人民共和国湖南省邵陽市新宁县下辖的一个乡镇级行政单位。

## 行政区划
高桥镇下辖以下地区：
双桥社区、高桥村、月塘村、大富村、大竹村、井屏村、涂江村、三井村、横板村、金蚕村、栗叶村、东湾村、千秋村、双江村、水托村、龟坪村、长坪村、长黄村、庄姜村、烟村、柏叶村、清水村、司机村、岩底村、石脚村、官塘村、中房村、老渡村、小富村和甘家村。